# Bozveh
Bozveh (persiska: بزوه) är en del av en befolkad plats i Iran.   Den ligger i provinsen Västazarbaijan, i den nordvästra delen av landet, 600 km väster om huvudstaden Teheran. Bozveh ligger 1 382 meter över havet och antalet invånare är 353.
Terrängen runt Bozveh är kuperad åt sydväst, men åt nordost är den platt.Runt Bozveh är det ganska tätbefolkat, med 185 invånare per kvadratkilometer. Närmaste större samhälle är Urmia, 6,4 km nordost om Bozveh. Trakten runt Bozveh består i huvudsak av gräsmarker.